# Oliver Pettersson
Oliver Pettersson né le 13 mai 2003 à Espoo en Finlande, est un footballeur finlandais. Il évolue au poste de défenseur central.

## Biographie

### En club
Né à Espoo en Finlande, Oliver Pettersson est notamment formé par le FC Honka et le Espoon Palloseura, où il commence sa carrière en troisième division finlandaise en 2020. 
Le 19 janvier 2021, Pettersson rejoint l'Ekenäs IF. Il signe un contrat de deux saisons avec son nouveau club.
Le 12 août 2022, Oliver Pettersson signe en faveur du HJK Helsinki. Il est intégré dans un premier temps à l'équipe réserve du club, le Klubi-04.
Il joue son premier match en première division finlandaise avec le HJK, le 19 avril 2023 face au Vaasan Palloseura. Il entre en jeu et son équipe s'impose par quatre buts à zéro,.
Il est sacré Champion de Finlande en 2023,.

### En sélection
Oliver Pettersson est sélectionné avec l'équipe de Finlande des moins de 19 ans. Il joue un total de six matchs avec cette sélection entre 2021 et 2022.
Retenu pour la première fois avec l'équipe de Finlande espoirs par le sélectionneur Mika Lehkosuo en mars 2023, Oliver Pettersson joue son premier match avec cette sélection lors de ce rassemblement, le 25 mars 2023 contre la Macédoine du Nord. Il entre en jeu à la place de Robin Tihi et les deux équipes se neutralisent (1-1 score final).

## Palmarès
HJK Helsinki
- Champion de Finlande (1) :
  - Champion : 2023.